# Parux
Parux é uma comuna francesa na região administrativa de Grande Leste, no departamento de Meurthe-et-Moselle. Estende-se por uma área de 4,38 km². Em 2010 a comuna tinha 72 habitantes (densidade: 16,4 hab./km²).